# Nagy Antal (kanonok, 1837–1912)
Nagy Antal (Diósgyőr, 1837. szeptember 27. – Sajóvárkony, 1912. január 28.) plébános, kanonok,  kerületi esperes.

## Élete
Apja Diósgyőrben volt kántortanító. Nagy Antal Miskolcon járt gimnáziumba, Egerben teológiát tanult és ez utóbbi helyen 1860-ban pappá szentelték. Több évig káplánkodott Mezőkövesden, Nagykállón, Törökszentmiklóson, 1864 őszétől Miskolcon. Érseke 1873-ban dédesi, majd sátai, 1882-ben apátfalvai, 1892 februárjában várkonyi plébánossá nevezte ki, ahol később mint alesperes működött.

## Munkája
- Nagybőjti szent beszédek, Esztergom, 1878. (Különnyomat az Isten Igéjéből)